# Taryn Heather
Taryn Heather, née le 31 août 1982, est une coureuse cycliste australienne. Elle a notamment été médaillée d'or du championnat d'Océanie du contre-la-montre de 2013.

## Palmarès
- 2010
  - 2e du Tour de Bright
- 2011
  - 2e du championnat d'Australie du contre-la-montre
  - 4e du championnat d'Océanie du contre-la-montre
- 2012
  - 2e du championnat d'Australie du contre-la-montre
  - 3e du Tour de Nouvelle-Zélande
- 2013
  -  Médaillée d'or du championnat d'Océanie du contre-la-montre
  - 10e du championnat d'Océanie sur route
- 2014
  - 3e du Nagrada Ljubljane TT
- 2015
  - 3e du championnat d'Australie du contre-la-montre
- 2019
  - 2e de la Melbourne to Warrnambool Classic
- 2020
  - 2e de la Melbourne to Warrnambool Classic

## Classements mondiaux
| Année                                 | 2011 | 2012 | 2013 | 2014 | 2015 | 2016 | 2017 | 2018 | 2019 | 2020 |
| ------------------------------------- | ---- | ---- | ---- | ---- | ---- | ---- | ---- | ---- | ---- | ---- |
| Classement UCI                        | 119e | 150e | 110e | 102e | 614e | nc   | nc   | 349e | 396e | 592e |
|                                       |      |      |      |      |      |      |      |      |      |      |
| Légende : nc = non classéSource : UCI |      |      |      |      |      |      |      |      |      |      |